# Walser (Familie, Herisau)
Die Walser aus Trogen, Teufen und Herisau und Wolfhalden im Schweizer Kanton Appenzell Ausserrhoden waren eine Pfarrerdynastie.

## Geschichte
Die Pfarrerdynastie geht auf Konrad Walser (1625–1694) aus Trogen, später Teufen, zurück. Dieser wirkte ab 1650 als Pfarrer in Teufen. Insgesamt dreizehn Familienmitglieder bekleideten zwischen 1650 und 1879 in sieben Generationen ein Pfarramt. Zweimal waren zwei, einmal drei Brüder und ein Vetter gleichzeitig im Amt. Mit wenigen Ausnahmen arbeiteten alle zumindest zeitweise in Ausserrhoden. Zwei erreichten hier die Dekanswürde. Zur Familie gehörten auch der Kaufmann und Kunstmäzen Johannes Walser und der Schriftsteller Robert Walser.